# Segomeng
Segomeng is een bestuurslaag in het regentschap Kepulauan Meranti van de provincie Riau, Indonesië. Segomeng telt 1073 inwoners (volkstelling 2010).